# Sturzzahl
Die Sturzzahl bezeichnet bei Kletterseilen die Zahl der bestandenen Normstürze, bevor es reißt. Die Sturzzahl wird im Prüflabor gemäß der Europäischen Norm EN-892 ermittelt und ist ein Maß für die dynamische Sicherheitsreserve eines Kletterseils.